# Парад в честь Дня независимости Украины
Парад в честь Дня независимости (укр. Парад на честь дня Незалежності) — военный парад, приуроченный ко дню провозглашения Независимости Украины, 24 августа.

## История
| Год  | Парад | С участием боевой техники | С участием боевой техники |
| Год  | Парад | мех. колонна              | авиация                   |
| ---- | ----- | ------------------------- | ------------------------- |
| 1992 | Нет   | Нет                       | Нет                       |
| 1993 | Нет   | Нет                       | Нет                       |
| 1994 | Да    | Нет                       | Нет                       |
| 1995 | Нет   | Нет                       | Нет                       |
| 1996 | Да    | Нет                       | Нет                       |
| 1997 | Нет   | Нет                       | Нет                       |
| 1998 | Да    | Да                        | Нет                       |
| 1999 | Да    | Да                        | Да                        |
| 2000 | Да    | Нет                       | Нет                       |
| 2001 | Да    | Да                        | Да                        |
| 2002 | Да    | Нет                       | Нет                       |
| 2003 | Да    | Нет                       | Нет                       |
| 2004 | Да    | Нет                       | Нет                       |
| 2005 | Нет   | Нет                       | Нет                       |
| 2006 | Нет   | Нет                       | Нет                       |
| 2007 | Нет   | Нет                       | Нет                       |
| 2008 | Да    | Да                        | Да                        |
| 2009 | Да    | Нет                       | Да                        |
| 2010 | Нет   | Нет                       | Нет                       |
| 2011 | Нет   | Нет                       | Нет                       |
| 2012 | Нет   | Нет                       | Нет                       |
| 2013 | Нет   | Нет                       | Нет                       |
| 2014 | Да    | Да                        | Нет                       |
| 2015 | Да    | Нет                       | Нет                       |
| 2016 | Да    | Да                        | Нет                       |
| 2017 | Да    | Нет                       | Нет                       |
| 2018 | Да    | Да                        | Да                        |
| 2019 | Нет   | Нет                       | Нет                       |
| 2020 | Нет   | Нет                       | Нет                       |
| 2021 | Да    | Да                        | Да                        |

Первый парад в независимой Украине был проведён на Крещатике 28 октября 1994 года. Парад в честь 50-летия освобождения Украины от фашистской Германии принимали начальник Киевского военного округа Иван Бижан и министр обороны Виталий Радецкий.
9 мая 1995 года состоялся парад в честь 50 летия победы в Великой Отечественной войне. Принимал парад министр обороны Украины Валерий Шмаров.
Первый парад в честь первого юбилея (5-й годовщины) независимости Украины прошёл 24 августа 1996 года. Принимал парад министр обороны Украины генерал-лейтенант Александр Кузьмук.
Следующий парад прошёл в  1998 году. В этом году военнослужащие, принимавшие участие в параде, были впервые награждены нагрудным знаком «Учасник військового параду на честь Дня Незалежності України».
В 2010—2013 гг. военные парады ко Дню Независимости не проводились. Виктор Янукович, который тогда занимал президентский пост, решил отмечать День Победы.
С 2014 года возродить забытую Януковичем традицию взялся президент Пётр Порошенко.
В 2019—2020 годах Президент Украины Владимир Зеленский подписывал указы, согласно которым празднование Дня независимости обошлось без военного парада.

## 1994
Парад в честь 50-летия освобождения Украины от немецко-фашистских захватчиков.

## 1998
Парад в честь 7-й годовщины независимости Украины.

## 1999
Парад в честь 8-й годовщины независимости Украины.

## 2001

Гости на Центральной трибуне

По случаю 10-й годовщины независимости страны по Крещатику прошла пешая колонна военнослужащих в составе 18 подразделений Вооружённых сил Украины (6530 человек), в том числе и группа в исторической форме Войска Запорожского.
В параде также приняла участие и механизированная колонна из 173 единиц боевой техники, включая новые танки Т-84, созданные на Харьковском заводе транспортного машиностроения имени В. А. Малышева.
На центральной трибуне рядом с президентом Украины Леонидом Кучмой находились президент РФ Владимир Путин, президент Польши Александр Квасьневский и президент Македонии Борис Трайковский.
Такие же торжественные парады прошли в этот же день во Львове, Виннице, Одессе, Чернигове и в Севастополе.

## 2002

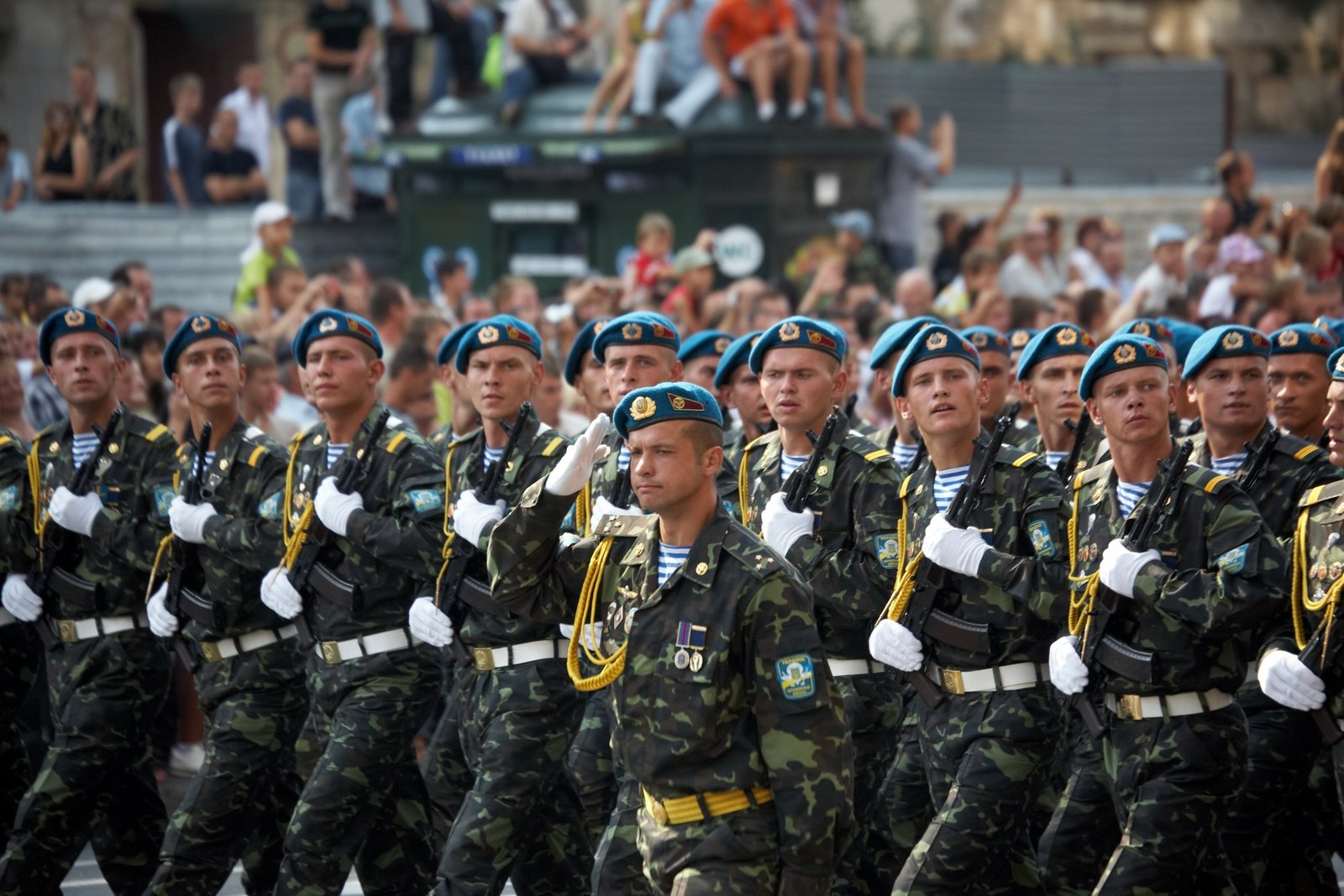
На марше аэромобильные войска

В 2002 году День Независимости прошёл в трауре из-за трагедии на Скниловском аэродроме — тогда погибли 77 человек.

## 2003—2004
Парады 2003 и 2004 годов проводили без привлечения военной техники. По Крещатику проходили только пешие колонны.

## 2005—2007
В 2005—2007 гг. парады не проводились. Вместо них на Крещатике выступали военные оркестры.

## 2008

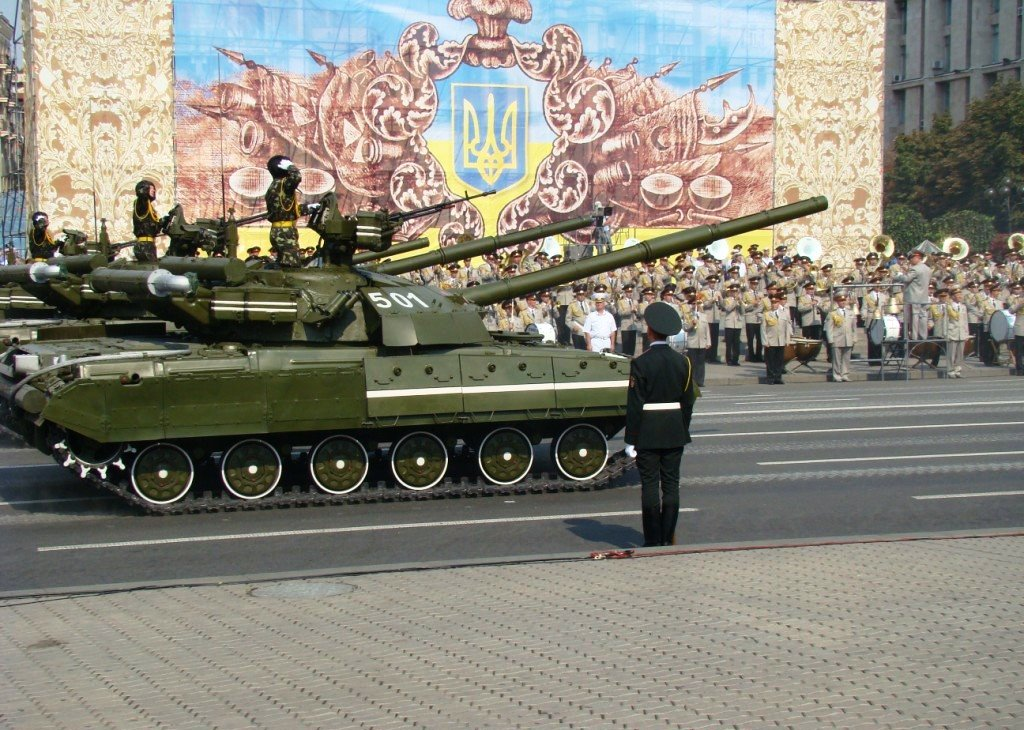
Парад в честь Дня независимости Украины. Киев, 2008 год

В связи с ухудшением ситуации в экономике Украины и необходимостью выделения бюджетных средств на ликвидацию последствий весеннего паводка было предложено уменьшить расходы и отказаться от проведения в 2008 году военного парада (стоимостью 70 млн гривен)
Тем не менее, в параде приняли участие 144 единицы наземной техники, 22 самолёта и 8 вертолётов, в том числе: одна танковая рота из 10 танков Т-64БМ «Булат», парашютно-десантная рота на десяти БМД-2, по одной механизированной роте на БТР-80, БМП-1У «Шквал» и БМП-2 общим количеством в 30 машин, по одной самоходно-артиллерийской батарее на 2С1 «Гвоздика» и 2С3 «Акация», батареи реактивных систем залпового огня «Град», «Ураган» и «Смерч», батарея зенитно-пушечного ракетного комплекса «Тунгуска», батарея зенитно-ракетного комплекса «Оса», отдельный зенитный ракетный дивизион Бук-М1, ракетные дивизионы С-200В Вега и С-300ПС. В составе воздушной колонны пролетели самолёт-разведчик Су-24МР и 3 бомбардировщика Су-24М, 6 истребителей МиГ-29, 6 истребителей Су-27, 4 штурмовика Су-25, самолёт транспортной авиации Ил-76, самолёт транспортной авиации Ан-26, звенья вертолётов Ми-8 и Ми-24.

## 2009
В военном параде 24 августа 2009 года принимали участие 3,4 тыс. военнослужащих и 35 самолётов и вертолётов.
Вслед за парадом на Крещатике состоялся демонстрационный показ 23 образцов вооружения и военной техники, среди которых были впервые представлены новые разработки военно-промышленного комплекса Украины: основной боевой танк «Оплот», бронетранспортёр БТР-4 «Ладья», бронемашина «Дозор-Б» и бронемашина СРМ-1 «Козак». Также на выставке был впервые в истории ВС Украины показан представитель западной техники - американский внедорожник HMMWV.

## 2010—2013
После избрания в феврале 2010 года президентом В. Ф. Януковича в 2010—2013 годы военные парады в День независимости не проводились с целью экономии средств государственного бюджета.
В то же время проводились парады на День Победы (в том числе 9 мая 2010 года по случаю 65-летия Победы).

## 2014

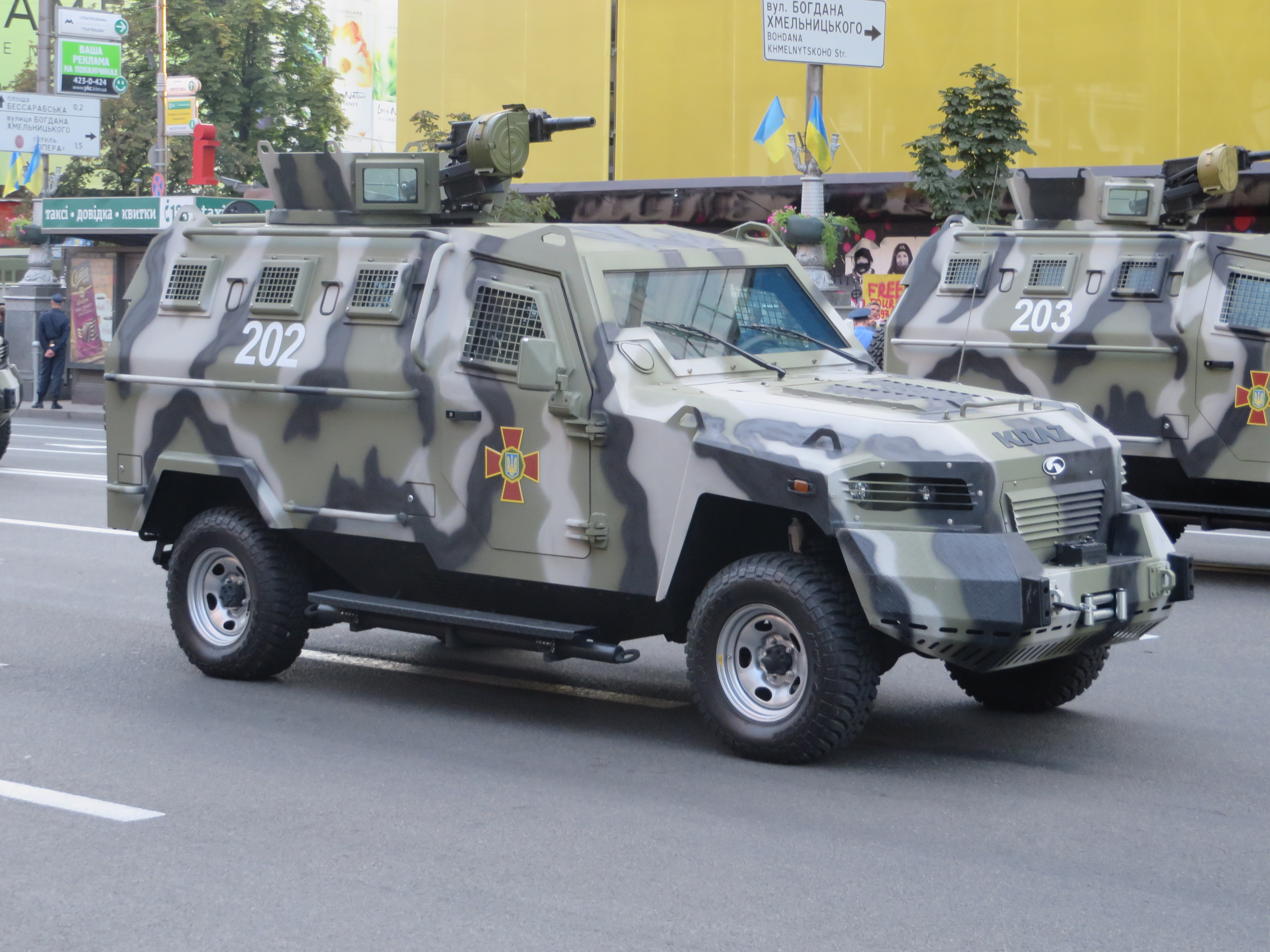
KRAZ Cougar на репетиции военного парада 22 августа 2014

В военном параде 24 августа 2014 приняли участие свыше 2,5 тыс. человек (военнослужащих вооружённых сил, Национальной гвардии, пограничников, курсантов военно-учебных заведений и 11 оркестровых коллективов) и 145 единиц боевой техники (в том числе один внедорожник M1097A2 Humvee, два легковых автомобиля ГАЗ-14-05, бронетранспортёры БТР-80, 10 бронетранспортёров БТР-ЗЕ1, 10 бронетранспортёров БТР-4Е, одна бронемашина KRAZ Spartan, 9 бронемашин KRAZ Cougar, модернизированный бронетранспортёр БТР-70, бронированная медицинская машина БММ-4С, одна бронемашина БРДМ-2ДИ, одна бронемашина «Дозор-Б», три «Точка-У», три ЗРК «Оса», три С-300ПС, а также несколько РСЗО «Смерч», «Бастион»-01 и «Бастион»-02, грузовики КрАЗ-5233 и КрАЗ-6322, буксируемые орудия «Мста-Б», Д-30 и МТ-12). После окончания парада часть военнослужащих и техники, принимавших участие в параде, была направлена в зону боевых действий на востоке Украины. Расходы на проведение парада составили 10 млн гривен (770 тыс. долларов США).

## 2015

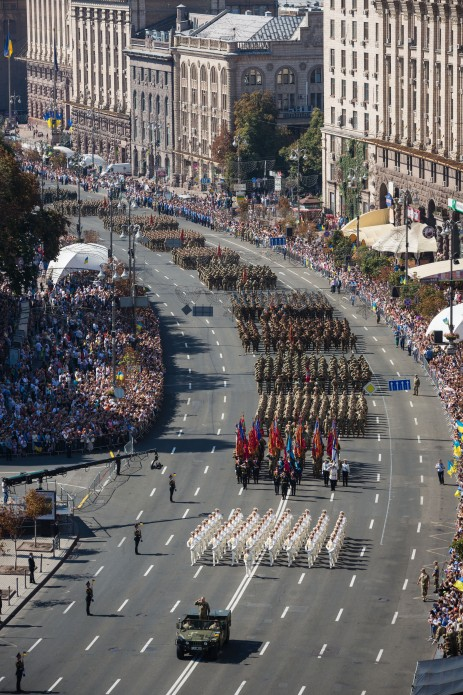
Торжественный парад в центре Киева

В военном параде приняли участие 2,3 тыс. военнослужащих вооружённых сил и Национальной гвардии Украины, пограничников и курсантов, а также две машины HMMWV.

## 2016
На Майдане Независимости прошёл военный парад, в нем приняло участие более 200 единиц техники и около 4 тыс. военнослужащих. По главным улицам города прошли представители войск ВСУ, Нацгвардии, резервисты, бойцы ССО и добровольцы. В нем приняло участие 20 тыс. киевлян и гостей столицы.

Вся техника после парада была отправлена в зону АТО.

## 2017
В параде по случаю Дня независимости приняли участие примерно 4,5 тысячи человек — военнослужащие Вооружённых сил Украины, Государственной пограничной службы, Нацгвардии, ветераны АТО, курсанты военных вузов, а также более 200 иностранных военных из США, Великобритании, Грузии, Канады, Литвы, Латвии, Эстонии, Румынии, Молдовы и Польши, которые промаршировали по Крещатику.

На празднованиях в центре столицы присутствовало высшее руководство страны, первый, второй и третий президенты Украины Леонид Кравчук, Леонид Кучма и Виктор Ющенко, главы оборонных ведомств Турции, Грузии, Литвы, Латвии, Молдовы, Польши, Черногории, Эстонии, заместитель министра обороны Великобритании, глава Пентагона Джеймс Мэттис.

## 2018

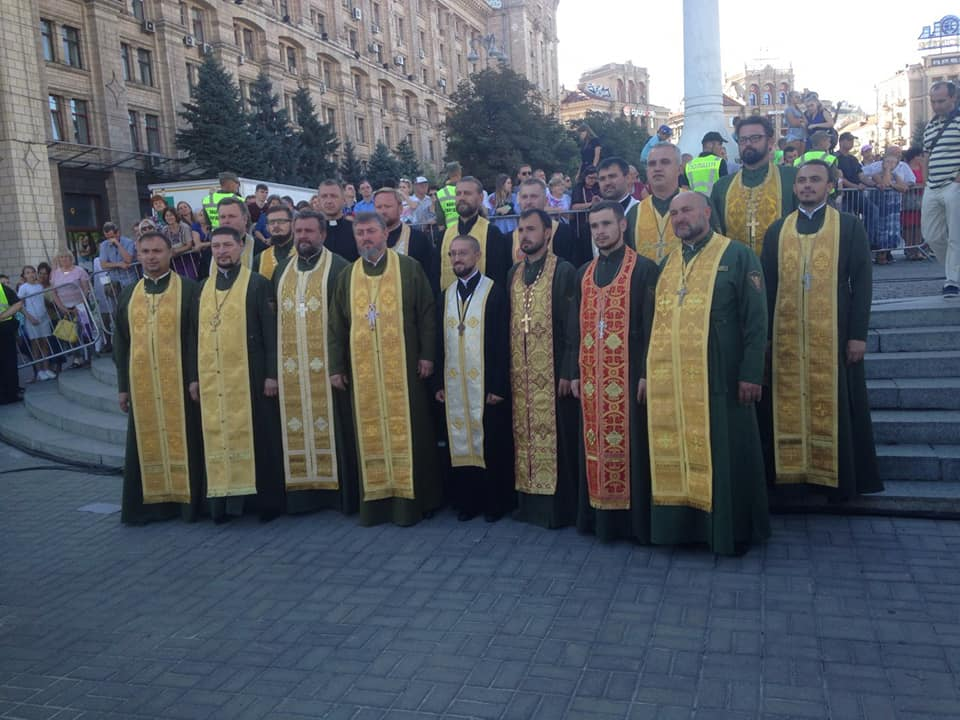
Военные капелланы на репетиции парада

Военный парад по случаю дня независимости Украины поставил своей целью демонстрацию новинок военной техники: оперативно-тактический комплекс «Гром-2», высокоточная система залпового огня «Ольха», автоматизированная реактивная система залпового огня «Верба», новая самоходная гаубица «Богдана», бронетранспортёры «Казак-2» c ПТРК «Стугна», бронеавтомобили «Дозор» и «Варта» c ПТРК «Джавелин», санитарные автомобили «Богдан-2251», а также командирские внедорожники «Богдан-2351» и полноприводные армейские грузовики «Богдан-6317». Общее число бронетехники на параде составило 250 единиц. В небе над Киевом своё мастерство продемонстрировали асы ВВС Украины.
На Софийской площади расположился мобильный миномётный комплекс UKR-MMC. В парадных колоннах по Крещатику прошли 4,5 тысячи военнослужащих, в том числе представители 15 стран-участниц НАТО. Впервые в параде приняли участие военные капелланы.
Также впервые на параде военнослужащие использовали приветствие «Слава Украине! Героям слава!» вместо традиционных советских обращений.

## 2021
Военный парад по случаю 30-летия Независимости Украины. На параде присутствовали зарубежные гости: председатель сената парламента Чешской Республики Милош Выстрчил, президент национального совета федерального собрания Швейцарской Конфедерации Андреас Эби, президент Республики Северная Македония Стево Пендаровский, президент Эстонии Керсти Кальюлайд, президент Литвы Гитанас Науседа, президент Польши Анджей Дуда, президент Латвии Эгилс Левитс, Варфоломей I, бывший президент Грузии Михаил Саакашвили, грузинский актёр и певец Вахтанг Кикабидзе и украинские политики: бывшие президенты Украины: Леонид Кучма, Виктор Ющенко, Пётр Порошенко, мэр Киева Виталий Кличко, премьер-министр Украины Денис Шмыгаль, председатель Верховной Рады Дмитрий Разумков, глава МИД Дмитрий Кулеба, экс-мэр столицы Александр Омельченко.
Парад начался в 11 часов утра прохождением парадных расчётов:
- военные разных родов войск пронесли большой флаг Украины
- Силы Специальных операций (подполк В. Фотченко)
- Киевский военный лицей имени Ивана Богуна(бывшее Киевское суворовское военное училище), рота имени Андрея Кизило (г-м И. Гордийчук)
- женщины-барабанщицы Национальной академии Национальной гвардии (А. Миронова)
- Силы ООС (ком Сухопутных войск Украины г-п А. Сирский)
- Отдельный президентский полк имени гетмана Богдана Хмельницкого (полк А. Бакулин)
- Национальный университет обороны Украины имени Ивана Черняховского (зам нач г-л В. Тарасов)
- 92-я отдельная механизированная бригада имени кошевого атамана Ивана Серка (ком подполк П. Федосенко)
- артиллеристы Национальной академии сухопутных войск имени гетмана Петра Сагайдачного (бывшее Львовское высшее военно-политическое училище) (нач факультета полк А. Масюда)
- Харьковский институт танковых войск имени Верховной Рады Украины (бывшее Харьковское гвардейское высшее танковое командное училище) (нач полк А. Серпухов)
- Национальная академия сухопутных войск имени гетмана Петра Сагайдачного (бывшее Львовское высшее военно-политическое училище) (нач факультета полк А. Домащук)
- 204-я Севастопольская авиационная бригада тактической авиации (полк В. Меретин)
- Харьковский национальный университет Воздушных Сил имени Ивана Кожедуба (нач полк А. Бережной)
- 35-я отдельная бригада морской пехоты имени контр-адмирала Михаила Остроградского (ком полк Н. Палас)
- Институт военно-морских сил Национального университета «Одесская морская академия» (кап 1 ранга М. Кириакиди)
- Десантно-штурмовые войска Украины (ком десантно-штурмовых войск полк М. Миргородский)
- Факультет десантно-штурмовых войск Одесской военной академии (нач факультета полк С. Муранюк)
- Силы Специальных операций, Военная академия (нач г-м О. Гуляк)
- Военный институт телекоммуникации и информатизации имени Героев Крут (нач г-м И. Остапчук)
- Житомирский военный институт имени С. П. Королёва (зам нач полк А. Харчук)
- женский парадный расчёт Военного института Киевского национального университета имени Тараса Шевченко (нач факультета полк И. Шкурко)
- 115-я отдельная бригада территориальной обороны (ком полк М. Мужук)
- 63-я отдельная механизированная бригада Корпуса Резерва (ком подполк А. Марущак)
- кинологи Вооружённых сил Украины
- пограничники
- Национальная академия Государственной пограничной службы Украины имени Б. Хмельницкого (нач г-м А. Луцкий)
- кинологи Государственной пограничной службы Украины
- Национальная академия Национальной гвардии Украины (зам нач полк О. Шабалин)
- 1-я бригада оперативного назначения имени гетмана Петра Дорошенко Национальной гвардии Украины (ком батальона подполк Д. Баранов)
- кинологи Национальной гвардии Украины
- Патрульная полиция Украины (полк полиции Е. Жуков)
- Национальная академия внутренних дел Украины (нач ген полиции 1 ранга В. Черней)
- Национальный университет гражданской защиты Украины
- ВС Великобритании
- 2-я пехотная бригада ВС Грузии
- 2-й батальон Датской Королевской лейб-гвардии
- ВС Эстонии
- миссия военных инструкторов UNIFIER в Украине
- ВС Латвии
- ВС Литвы
- ВС Молдавии
- ВС Словакии
- ВС Финляндии
- батальон почётного караула ВС Чехии
- ВС США
- королевская гвардейская рота ВС Швеции
- Литовско-польско-украинская бригада имени Великого гетмана Константина Острожского
- оркестр Национальной Гвардии Украины
- сводный международный оркестр

Далее последовала воздушная часть парада, пролетели следующие самолёты:
- Ми-8 с флагом Украины
- 4 шт. Ми-8 из 11-й отдельной бригады армейской авиации «Херсон»
- 4 шт. Ми-24 из 16-й отдельной бригады армейской авиации «Броды»
- 2 шт. Ми-14 из 10-й морской авиационной бригады
- 2 шт. Eurocopter H145 Национальной полиции
- 2 шт. Eurocopter H225 Национальной гвардии
- 2 шт. Diamond DA42 погранвойск
- 2 шт. Ан-26 «Vita» из 456-й бригады транспортной авиации
- 1 шт. Ан-26 в санитарном варианте
- 1 шт. Ан-32П в противопожарном варианте
- 2 шт. Ан-72 Национальной гвардии
- 1 шт. Ил-76 совместно с 2 шт. Су-27
- 4 шт. Су-25 из 299-й бригады тактической авиации
- 4 шт. Су-24М из 7-й бригады тактической авиации
- 4 шт. Су-27 из 39-й бригады тактической авиации
- единственный на вооружении ВВС Ан-70
- единственный и самый большой самолёт в мире Ан-225

Далее последовал парад военной техники:
- БТР "Онцилла"
- бронеавтомобиль «Дозор-Б» и БТР-4Е из 92-й отдельной механизированной бригады
- БТР-3ДА из 95-й отдельной десантно-штурмовой бригады
- бронеавтомобиль Казак-2М
- бронеавтомобиль Казак-2 из 36-й отдельной бригады морской пехоты
- бронеавтомобиль Барс-8
- БМП-1ТС из 53-й отдельной механизированной бригады
- танк БМ «Оплот» и танк «Булат» из 92-й отдельной механизированной бригады
- танк Т-64БВ из 53-й отдельной механизированной бригады
- бронеавтомобиль «Новатор» ВС Украины и Национальной гвардии Украины
- бронеавтомобиль «Варта» ВС Украины и СБУ
- 2А36 «Гиацинт-Б» и 152-мм гаубица «Мста-Б» из 44-й отдельной артиллерийской бригады
- РСЗО «Бастион» из 92-й отдельной механизированной бригады
- РСЗО «Ольха»
- противокорабельный ракетный комплекс «Нептун»
- ракетный комплекс «Сапсан»
- ЗРК БукМ1
- ЗРК С-300ПС
- БПЛА Bayraktar TB2, БПЛА PD-1, БПЛА Лелека-100, БПЛА Фурия
- бронированная медицинская машина БММ-4С
- бронированная ремонтно-эвакуационная машина БРЭМ-4РМ
- бронеавтомобиль KRAZ Cougar пограничников
- бронированные внедорожники HMMWV
- бронеавтомобиль Iveco LMV из 5-го словацкого полка сил специальных операций.

Далее снова последовала воздушная часть парада, пролетели следующие самолёты:
- 2 шт. UH-60M ВВС Словакии
- 1 шт. C-27 Spartan ВВС Словакии
- 4 шт. F-16 ВВС Польши
- 3 шт. Миг-29 ВВС Украины
- 4 шт. Миг-29 ВВС Украины раскрашивая небо в украинский флаг совместно с 2 шт. Eurofighter Typhoon ВВС Великобритании

В 14.00 последовала речная часть парада на реке Днепр:
- 2 шт. Ми-14 из 10-й морской авиационной бригады с флагами Украины и ВМС Украины
- 3 речных бронекатера проекта «Гюрза»: P180 «Костополь», P174 «Аккерман», P175 «Бердянск»
- малый катер морской охраны UMS-1000: BG15
- 2 катера Safe Boat 27 производства США, из 10-го отдельного отряда оперативного реагирования «ДОЗОР»
- 4 катера Spirit 585 водной полиции
- 4 катера UMS-600 TUNA водной полиции
- катер UMS-865 CABIN водной полиции
- катер на воздушной подушке Марс-700 МЧС
- пожарный катер UMS-865 МЧС
- водолазно-спасательный катер Спасатель-101 МЧС
- катер разминирования «Спрут» МЧС
- самоходное моторное судно Crownline 270CR МЧС
- высадка передовой группы десанта с 2 лодок Сил специальных операций и с катера группы быстрого реагирования Корд, при поддержке 2 шт. Су-25
- высадка десанта с 4 лодок Морской пехоты и с десантного катера L434 «Сватово» одного БТР-80
- высадка десанта с 2 шт. Ми-8
- спасательный катер UMS-600
- пожарный катер UMS-1000: «Андрей Тарасенко»
- парашютисты с 2 шт. Ми-8
- судно регулирования движения речных судов на Днепре УРС-427: Шляховый-151
- судно регулирования движения речных судов на Днепре: Обстановочный-1

В Одессе был проведён морской парад:
- патрульный катер P190 «Славянск» постройки США 1988 года типа «Айленд», передан Украине в 2018 году.
- патрульный катер P191 «Старобельск» постройки США 1988 года типа «Айленд», передан Украине в 2018 году.
- сторожевой корабль Морской охраны границы BG57 «Николаев» советской постройки 1988 года, типа 205П
- эсминец ВМС Италии D 560 «Луиджи Дуранд де ла Пенне»
- фрегат ВМС Болгарии F 41 «Дерзкий» бельгийской постройки.
- корвет ВМС Румынии F 265 «Контр-адмирал Хория Мачеллариу»
- патрульный катер P-25 «Диоскурия» постройки США 1989 года типа «Айленд», передан Грузии в 2016 году.
- Малый разведывательный корабль «Симферополь» постройки 1991 года, в стадии переделки из рыболовного траулера.
- 2 шт. Ан-26 из 10-й отдельной морской авиационной бригады
- патрульный катер P153 «Прилуки» советской постройки 1980 года, Проекта 206МР. В 2014 году находился под контролем Российской Федерации. Возвращён Украине.
- сторожевой корабль Морской охраны границы BG63 «„Павел Державин“» советской постройки 1989 года, типа 205П
- 2 шт. Су-27
- 2 шт. Ми-8 из 10-й отдельной морской авиационной бригады высадили десант.
- лодка Сил Специальных операций, производства США
- патрульный катер Морской охраны границы BG200 «„Балаклава“» собственной постройки 2012 года, Проект 58130
- патрульный катер Морской охраны границы BG111 «„Одесса“» постройки начала 1990-х, Проект 1400
- Артиллерийский катер P173 АК-02 советской постройки 1972 года, Проект Р-376У
- Артиллерийский катер P171 АК-03 советской постройки 1972 года, Проект Р-376У
- Средний десантный корабль L401 «Юрий Олефиренко» советской постройки 1971 года, Проект 773. В 2014 году находился под контролем Российской Федерации. Возвращён Украине. Высадка 4 шт. БТР-80 из состава 1-го отдельного батальона морской пехоты.
- Малый разведывательный корабль A512 «Переяслав» советской постройки 1987 года, Проект 1824Б.
- снова 2 шт. Ми-8
- Судно противоминного размагничивания A811 «Балта» советской постройки 1987 года, Проект 130. В 2014 году находился под контролем Российской Федерации. Возвращён Украине.
- Поисково-спасательное судно А715 «Александр Охрименко» советской постройки 1987 года, Проект 2262. До 2019 года в составе Администрации морских портов Украины.
- Спасательное судно «Сапфир» Морской поисково-спасательной службы Мининфраструктуры Украины, советской постройки конца 1980-х. Проект 1454.
- снова 2 шт. Ан-26
- Санитарный катер A782 «Сокаль» советской постройки 1983 года, Проект СК620. В 2014 году находился под контролем Российской Федерации. Возвращён Украине.
- Поисковый катер ПРК-1 Морской поисково-спасательной службы Мининфраструктуры Украины, эстонской постройки 2011 года. Проект Baltic 1500 SAR.
- Рейдовый водолазный катер А854 «Доброполье» советской постройки 1974 года, Проект 722У. В 2014 году находился под контролем Российской Федерации. Возвращён Украине.
- Учебный катер А540 «Чигирин» советской постройки 1984 года, Проект УК-3. В 2014 году находился под контролем Российской Федерации. Возвращён Украине.
- Учебный катер А541 «Смела» советской постройки 1985 года, Проект УК-3. В 2014 году находился под контролем Российской Федерации. Возвращён Украине.
- Учебный катер А542 «Новая Каховка» советской постройки 1986 года, Проект УК-3. В 2014 году находился под контролем Российской Федерации. Возвращён Украине.